# Riewda
Riewda – osiedle typu miejskiego w Rosji, w obwodzie murmańskim. W 2010 roku liczyło 8414 mieszkańców.